# کور (قمر)
کور (به انگلیسی: Kore)که با نام ژوپیترXLIX هم خوانده می‌شود، از قمرهای سیاره مشتری است. این قمر در سال۲۰۰۳ توسط تیمی از ستاره شناسان دانشگاه هاوایی به رهبری اسکات اس.شپرد کشف شد؛ و با نام موقت S/۲۰۰۳ J ۱۴ نامگذاری شد.
کور حدود ۲ کیلومتر قطر دارد. متوسط مدارش ۲۳٬۲۳۹ مگامتر است و دوره آن ۷۲۳٫۷۲۰ روز بوده و انحراف آن ۱۴۱ درجه نسبت به دائرةالبروج و (۱۳۹ درجه نسبت به استوای مشتری) است.حرکت این قمر رجوعی و خروج از مرکز مدار آن ۰٫۲۴۶۲ است.
این قمر به گروه پاسیفه تعلق دارد که قمرهای نامنظمی دارد که با حرکت مخالف گرد و فاصله بین ۲۲٫۸ و ۲۴٫۱ و انحراف بین ۱۴۴٫۵ درجه و۱۵۸٫۳ درجه بدور مشتری می‌چرخند.
نام این قمر از نام کور ، نام دیگر الهه یونانی پرسفونه گرفته شده است.( به زبان یونانی κόρη ، دختر دیمیتر) 